# 까치네 (검색 엔진)
까치네는 1996년 대구대학교에 재학 중이던 김성훈이 개발한 국내 최초의 한글 웹 크롤러를 이용한 인터넷 검색 엔진으로, 2016년 현재에는 폐쇄되어 있다. 현재 김성훈은 홍콩과기대 컴퓨터 공학과 교수로 재직하고 있다.